# Tênis de mesa nos Jogos Olímpicos de Verão da Juventude de 2018
As competições de tênis de mesa nos Jogos Olímpicos de Verão da Juventude de 2018 ocorreram entre 7 e 15 de outubro em um total de três eventos. As competições aconteceram na Arena de Tênis de Mesa do Parque Tecnópolis, localizado em Buenos Aires, Argentina.

## Calendário
| Outubro       | 6 | 7 | 8 | 9 | 10 | 11 | 12 | 13 | 14 | 15 | 16 | 17 | 18 |
| ------------- | - | - | - | - | -- | -- | -- | -- | -- | -- | -- | -- | -- |
| Tênis de mesa |   |   |   |   | 2  |    |    |    |    | 1  |    |    |    |

|  | Dia de competição |  | Dia de final |

## Qualificação
Cada Comitê Olímpico Nacional (CON) pode inscrever no máximo dois atletas, um por gênero. Como país-sede, Argentina recebeu a cota máxima se não qualificasse nenhum atleta. Outras quatro vagas, duas por gênero, foram alocados pela Comissão Tripartite. As 58 vagas restantes foram divididos em três fases; os seis torneios continentais, seis eventos "Road to Buenos Aires" e o Ranking Mundial Sub-18.
Para ser elegível a participar da competição os atletas precisavam ser nascidos entre 1 de janeiro de 2000 e 31 de dezembro de 2003.
Masculino
| Evento                                     | Local         | Data                       | Vagas totais | Qualificados                                                                                 |
| ------------------------------------------ | ------------- | -------------------------- | ------------ | -------------------------------------------------------------------------------------------- |
| País-sede                                  | Buenos Aires  | 15 de junho de 2018        | 1            | ARG Martín Bentancor                                                                         |
| Evento de qualificação africana            | Túnis         | 16–17 de abril de 2017     | 2            | EGY Youssef Abdel-Aziz TUN Nathael Hamdoun                                                   |
| Evento de qualificação latino-americana    | Santo Domingo | 12–14 de maio de 2017      | 2            | BRA Guilherme Teodoro CHI Nicolas Burgos                                                     |
| Evento de qualificação asiática            | Grande Noida  | 3–5 de novembro de 2017    | 4            | CHN Wang Chuqin TPE Lin Yun-ju JPN Tomokazu Harimoto KOR Cho Dae-seong                       |
| Evento de qualificação européia            | Split         | 3–5 de novembro de 2017    | 4            | GRE Ioannis Sgouropoulos LTU Medardas Stankevičius MDA Vladislav Ursu RUS Vladimir Sidorenko |
| Evento de qualificação da Oceania          | Bendigo       | 11–12 de novembro de 2017  | 1            | NZL Nathan Xu                                                                                |
| Evento de qualificação da América do Norte | Las Vegas     | 17 de dezembro de 2017     | 1            | USA Kanak Jha                                                                                |
| Road to Buenos Aires - Europa              | Hodonín       | 12–13 de fevereiro de 2018 | 2            | FRA Bastien Rembert ROU Cristian Pletea                                                      |
| Road to Buenos Aires - África              | Radès         | 24–25 de março de 2018     | 2            | AZE Yu Khinhang IRI Amin Ahmadian                                                            |
| Road to Buenos Aires - América Latina      | Assunção      | 14–15 de abril de 2018     | 2            | ITA Matteo Mutti THA Yanapong Panagitgun                                                     |
| Road to Buenos Aires - Ásia                | Banguecoque   | 7–8 de maio de 2018        | 2            | IND Manav Vikash Thakkar MAS Javen Choong                                                    |
| Road to Buenos Aires - América do Norte    | Markham       | 1–2 de junho de 2018       | 2            | PRK Kim Song-gun GER Cédric Meissner                                                         |
| Road to Buenos Aires - Oceania             | Rarotonga     | 8–9 de junho de 2018       | 2            | SGP Pang Yew En Koen PHI Jann Nayre                                                          |
| Ranking Mundial Sub-18 da ITTF             | -             | 1 de julho de 2018         | 3            | SWE Truls Möregårdh AUS Benjamin Gould AUT Maciej Kolodziejczyk                              |
| Convidados                                 | -             | -                          | 2            | BIZ Pagerani Rohit NGR Azeez Solanke                                                         |
| TOTAL                                      |               |                            | 32           |                                                                                              |

Feminino
| Evento                                     | Local         | Data                       | Vagas totais | Qualificados                                                                 |
| ------------------------------------------ | ------------- | -------------------------- | ------------ | ---------------------------------------------------------------------------- |
| Evento de qualificação Áfricana            | Túnis         | 16–17 de abril de 2017     | 2            | EGY Marwa Alhodaby NGR Esther Oribamise                                      |
| Evento de qualificação latino-americana    | Santo Domingo | 12–14 de maio de 2017      | 2            | BRA Bruna Takahashi PUR Adriana Díaz                                         |
| Evento de qualificação asiática            | Grande Noida  | 3–5 de novembro de 2017    | 4            | CHN Sun Yingsha TPE Su Pei-ling JPN Miu Hirano THA Jinnipa Sawettabut        |
| Evento de qualificação europeia            | Split         | 3–5 de novembro de 2017    | 4            | AZE Ning Jing BLR Nadezhda Bogdanova FRA Lucie Gauthier RUS Mariia Tailakova |
| Evento de qualificação da Oceania          | Bendigo       | 11–12 de novembro de 2017  | 1            | NZL Hui Ling Vong                                                            |
| Evento de qualificação da América do Norte | Las Vegas     | 17 de dezembro de 2017     | 1            | USA Amy Wang                                                                 |
| Road to Buenos Aires - Europa              | Hodonín       | 12–13 de fevereiro de 2018 | 2            | ROU Andreea Dragoman HKG Lee Ka Yee                                          |
| Road to Buenos Aires - África              | Radès         | 24–25 de março de 2018     | 2            | SVK Tatiana Kukuľková SRB Sabina Šurjan                                      |
| Road to Buenos Aires - América Latina      | Assunção      | 14–15 de abril de 2018     | 2            | ITA Jamila Laurenti SGP Goi Rui Xuan                                         |
| Road to Buenos Aires - Ásia                | Banguecoque   | 7–8 de maio de 2018        | 2            | CRO Andrea Pavlović KOR Choi Hae-eun                                         |
| Road to Buenos Aires - América do Norte    | Markham       | 1–2 de junho de 2018       | 2            | PRK Pyon Song-gyong GER Franziska Schreiner                                  |
| Road to Buenos Aires - Oceania             | Rarotonga     | 8–9 de junho de 2018       | 2            | IND Archana Girish Kamath MAS Alice Li Sian Chang                            |
| Ranking Mundial Sub-18 da ITTF             | -             | 1 de julho de 2018         | 3            | CZE Zdena Blašková POL Anna Węgrzyn FIN Annika Lundström                     |
| Realocação do país-sede                    | -             | 1 de julho de 2018         | 1            | SLO Aleksandra Vovk                                                          |
| Convidados                                 | -             | -                          | 2            | SMR Chiarra Morri FIJ Grace Yee                                              |
| TOTAL                                      |               |                            | 32           |                                                                              |

Equipes mistas
| Grupo A - KOR Coreia do Sul - JPN Japão - SGP Singapura - MIX Intercontinental 4 | Grupo B - TPE Taipé Chinês - MIX Europa 3 - MIX Intercontinental 1 - MIX Intercontinental 2 | Grupo C - PRK Coreia do Norte - MIX Europa 1 - MIX Europa 2 - MIX Europa 4 | Grupo D - GER Alemanha - CHN China - ITA Itália - NGR Nigéria |

| Grupo E - USA Estados Unidos - NZL Nova Zelândia - ROU Romênia - MIX Oceania 1 | Grupo F - AZE Azerbaijão - FRA França - IND Índia - MIX Intercontinental 5 | Grupo G - RUS Rússia - THA Tailândia - MIX América Latina 1 - MIX Intercontinental 3 | Grupo H - BRA Brasil - EGY Egito - MAS Malásia - MIX Europa 5 |

## Medalhistas
| Evento                        | Ouro                              | Prata                                  | Bronze                                  |
| ----------------------------- | --------------------------------- | -------------------------------------- | --------------------------------------- |
| Individual masculino detalhes | Wang Chuqin CHN China             | Tomokazu Harimoto JPN Japão            | Kanak Jha USA Estados Unidos            |
| Individual feminino detalhes  | Sun Yingsha CHN China             | Miu Hirano JPN Japão                   | Andreea Dragoman ROU Romênia            |
| Equipes mistas detalhes       | Sun Yingsha Wang Chuqin CHN China | Miu Hirano Tomokazu Harimoto JPN Japão | Su Pei-ling Lin Yun-ju TPE Taipé Chinês |

## Quadro de medalhas
| Ordem | País               | Medalha de ouro | Medalha de prata | Medalha de bronze |   |
| ----- | ------------------ | --------------- | ---------------- | ----------------- | - |
| 1     | CHN China          | 3               |                  |                   | 3 |
| 2     | JPN Japão          |                 | 3                |                   | 3 |
| 3     | USA Estados Unidos |                 |                  | 1                 | 1 |
|       | ROU Romênia        |                 |                  | 1                 | 1 |
|       | TPE Taipé Chinês   |                 |                  | 1                 | 1 |
| TOTAL | TOTAL              | 3               | 3                | 3                 | 9 |